# لاندا قیفاووس
لاندا قیفاووس یک ستاره است که در صورت فلکی قیفاووس قرار دارد.